# Eurasmus
Eurasmus je online základna založená v roce 2014. Nabízí ubytování, pracovní stáže nebo průvodcovské služby pro různá města Evropy. Základna vytváří systém, pomocí kterého si mohou studenti najít práci v rámci celé Evropy nebo jednoduše rezervovat ubytování pomocí zabezpečeného systému rezervace, což jim umožňuje usnadnit jejich pobyt v zahraničí ještě před vycestováním do zvolené oblasti, zajištěné pomocí programu Erasmus.

## Historie
Společnost Eurasmus byla založena v roce 2014 ve španělské Seville a je částečně financována pomocí Evropského fondu pro regionální rozvoj, což společnosti umožňuje rozrůstat se na území Evropy. Cílem společnosti je do konce roku 2015 vytvořit bezplatný portál pro studenty, hledající stáže, brigády a pracovní nabídky po celé Evropě.

## Provoz
Eurasmus je bezplatná služba pro pronajímatele, studenty a univerzity. Všechny strany si musí vytvořit účet a vyplnit potřebné údaje, aby se zajistil bezproblémový chod celého procesu. V případě, že je vytvořena rezervace, pronajímatel obdrží platbu za první měsíc, z níž je odečten malý poplatek, který je vypočítán na základě délky pobytu daného studenta.
V současnosti poskytuje společnost následující služby:

### Ubytování
Studenti si mohou pomocí integrovaného systému jednoduše najít ubytování ve většině evropských měst a cílových místech programu Erasmus.

### Studentské stáže
Uživatelé mohou vyhledávat v seznamu různé stáže a brigády po celé Evropě v rámci různých odvětví a přihlásit se na ně pomocí této služby, která jim také umožňuje vytvořit si vlastní životopis online nebo se přihlásit pomocí LinkedIn profilu.

### Studentské příručky
Studenti, hledající informace o určitém městě Evropy, je mohou nalézt v různých blozích nebo příručkách vytvořených přímo studenty studujícími v daných městech.

## Zabezpečené platby
V souvislosti se zajišťováním celé rezervace, platba za nájem je zadržena 24 hodin po příchodu studenta, dokud nepotvrdí, že je vše v pořádku. Pokud se vyskytl určitý problém, je pověřen tým lidí, aby se daný problém vyřešil.